# Otto Heyn
Otto Heyn (* 1860; † 1920) war ein deutscher Jurist (Amtsrichter in Altona), Währungstheoretiker und ab 1904 Syndikus der Handelskammer in Nürnberg.

## Veröffentlichungen (Auswahl)
- Papierwährung mit Goldreserve für den Auslandsverkehr : ein Mittel zur Lösung der Währungsfrage; 1894
- Der indische Silberzoll und die Hebung des Rupiencourses in ihrer Bedeutung für Europa; 1894
- Die Erfolglosigkeit einer Hebung des Silberpreises (mit oder ohne internationale Einführung des Bimetallismus) als Mittel zur Heilung der Schäden des deutschen Erwerbslebens; 1895
- Kritik des Bimetallismus; 1897
- Theorie des wirtschaftlichen Werths; 1899
- Irrthümer auf dem Gebiete des Geldwesens; 1900
- Erfordernisse des Geldes : ein Beitrag zur Geldtheorie; 1912
- Unser Geldwesen nach dem Kriege; 1916
- Zum Inflationsproblem : eine Erwiderung an Bendixen [auf dessen Buch "Das Inflationsproblem"]. In: Weltwirtschaftliches Archiv 11, 1917, S. 243–264
- Probleme des Geldwesens. Eine Erwiderung auf Liefmanns Geld und Gold. In: Weltwirtschaftliches Archiv 10, 1917, S. 161–195
- Währungsfragen im Hinblick auf einen Anschluß Deutschösterreichs an Deutschland; 1919
- Ueber Geldschöpfung und Inflation; 1921